# Otto Butze
Otto Butze est un Generalleutnant allemand qui a servi au sein de la Heer dans la Wehrmacht pendant la Seconde Guerre mondiale.

## Biographie
Il entre dans les cadets en 1911 à l'école de guerre de Metz. Il devient adjudant en 1914. 
Il commande le 78e division d'infanterie en 1940 à 1941. Il commande la 340e division d'infanterie en 1942 à 1943. 
Il est arrêté en 1945 par l'Armée américaine et détenu à Halberstadt jusqu'en 1947.